# کیویتاس

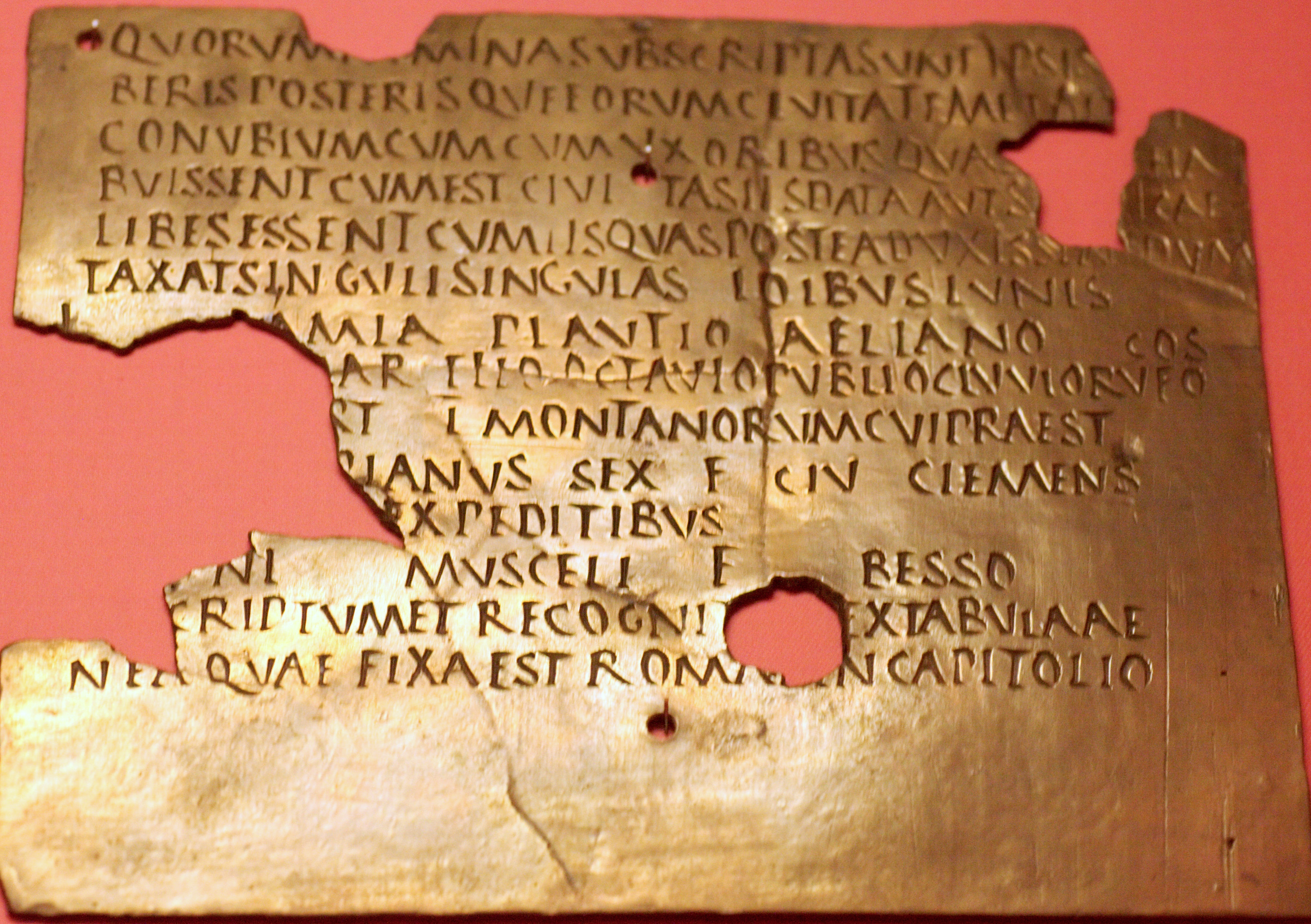
دیپلم نظامی رومی یا گواهی خدمت سربازی موفق، که به یک سرباز بازنشسته و وابستگانی که در آن زمان همراه خود داشت، تابعیت می‌دهد. عبارت کلیدی "est civitas eis data" است که civitas به معنای "شهروندی" است.

کیویتاس یا سیویتاس (به انگلیسی: civitas (تلفظ لاتین: [ˈkiːwɪtaːs]؛ جمع civitates))، اصطلاحی لاتین بود که طبق گفته سیسرو در اواخر جمهوری روم برای بدنه اجتماعی شهروندان بکار برده می‌شد که تحت نظارت قوانین خاصی گرد هم زندگی می‌کردند. این قانون است که آنها را به هم پیوند می‌دهد و از یک سو به آنها وظایف اجتماعی(مونرا) و از طرف دیگر حقوق شهروندی می‌دهد. توافقنامه (concilium) عمر خود را دارد و یک رس پابلیکا یا «موجود عمومی» (مترادف با civitas) را تعریف می‌کند که افراد در آن متولد یا پذیرفته می‌شوند و پس از مرگ، آن مضمون از بین می‌رود. کیویتاس فقط بدنه جمعی همه شهروندان نیست، بلکه قراردادی است که همه آنها را به هم پیوند می‌دهد، زیرا هر یک از آنها یک کیویس هستند.
کیویتاس از کلمه کیویس (شهروند) مشتق شده‌است. کلود نیکوله اولین کلمه و مفهوم شهروند در رم را به اولین نمونه شناخته شده ناشی از ادغام (synoecism) رومی‌ها و سابین‌ها که در افسانه‌های پادشاهی روم ارائه شده‌است، ارائه می‌دهد. به گفته لیوی، این دو قوم در مراسم اتحادی که به افتخار یک شهر سابینی (کیورس) به نام کوئیرس نامیده شد شرکت کردند. این دو گروه به اولین کوریا(curiae)، مجامع تابعه، از co-viria ("همکلاسی ها"، که در آن vir به معنای "مرد" است، تبدیل شدند، زیرا فقط مردان در اداره دولت شرکت می‌کردند. پس کوئیریتس به معنای کو-ویری (نمود اولیه همشهری) بود. این دو قوم یک موقعیت به دست آورده بودند. لغت لاتین شده کیویس همان لغت سابین کوئیریتس cives بود که در یک تحلیل از نمود هندواروپایی *kei-، «دراز کشیدن» به معنای متصدی، عضو همان خانه آمده بود. کلمات city (شهر)، civic(مدنی) و civil متمدن در زبان انگلیسی نیز از این ریشه می‌آیند. دو قوم حالا به اصطلاح زیر یک سقف بودند.

## انواع کیویتاس
با گسترش و پیشرفت امپراتوری روم، ساکنان استان‌های رومی دورافتاده تحت عنوان ددیتیچی (در لاتین به معنای تسلیم شده(dediticii))، یا «کاپیتولان‌ها»(capitulants) طبقه‌بندی می‌شدند که به عنوان دولت‌های تحت سلطه با برخی استقلال و آزادی محدود شده از طریق معاهدات رفتار می‌شدند. سه دسته از جوامع بومی خودمختار تحت حاکمیت روم وجود داشت: بالاترین آنها، دولت‌های متحد ("civitates foederatae")، با شهرهایی که به‌طور رسمی مستقل و برابر با رومی‌ها بودند، و با یک معاهده مشترک (foedus) مهر و با آنان رفتار می‌شد. پس از آن، شهرهای آزاد («civitates liberae») بود که جوامعی را شامل می‌شد که روم به آنها امتیازات خاص، اغلب به شکل مصونیت مالیاتی (liberae et immunes) داده بود. گروه نهایی و تا حد زیادی متداول‌ترین گروه، ایالات خراجی ("civitates stipendariae") بودند که با حفظ استقلال قانونی داخلی خود، موظف به پرداخت خراج بودند.
سکونتگاه‌های معتبر و از نظر اقتصادی مهم مانند ماسالیا در گال و مسانا در سیسیل نمونه‌هایی از مناطق اشغالی بودند که در دوران جمهوری روم نیمه خودمختاری به آن‌ها اعطا شد. جزیره مالت به عنوان پاداش وفاداری به روم در طول جنگ دوم پونیک این وضعیت را دریافت کرد. سکونتگاه‌های شهری جدید رومی‌شده و قبایل تحت سلطه نیز کیویتات نامیده می‌شدند و معمولاً در نزدیکی محل پایتختی قدیمی و پیش از روم مجدداً تأسیس می‌گردیدند. برای مثال، در کیرنسستر (Cirencester)، رومی‌ها از پایگاه نظامی که در اصل بر اوپیدوم (oppidum) قبیله‌ای مجاور نظارت می‌کرد، برای ایجاد یک کیویتاس استفاده کردند.
در اواخر دوره امپراطوری کیویتاس نه تنها در بروکراسی قبایل دوست و شهرهایشان به کار می رفت بلکه برای نواحی که نسبت به روم صلح آمیز بودند نیز استفاده می شد.